# Jens Berthold

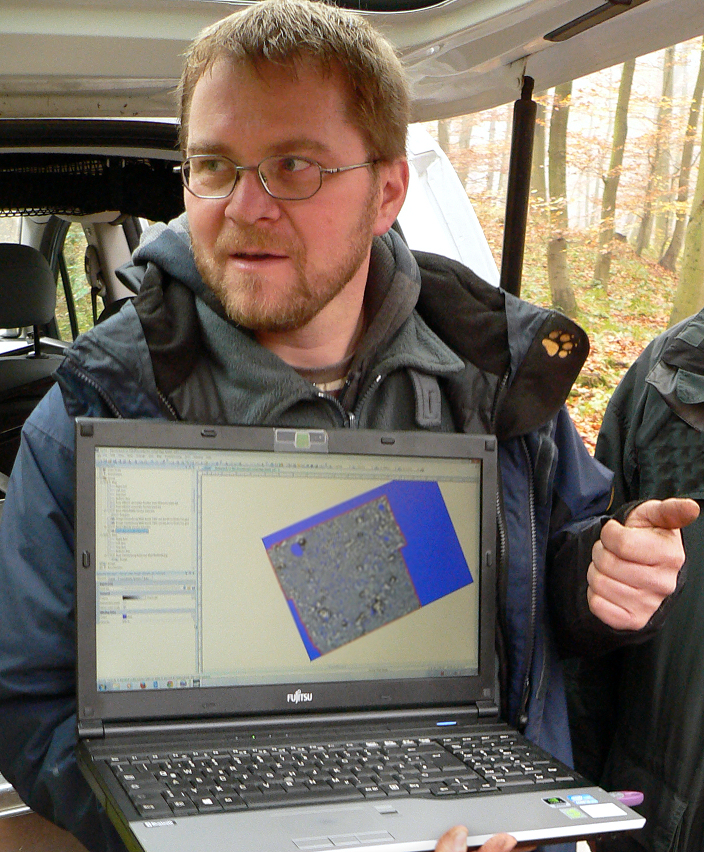
Jens Berthold bei einer Prospektion, 2014

Jens Berthold (* 13. Juli 1969 in Wuppertal-Barmen) ist ein deutscher Mittelalterarchäologe. Von 2009 bis 2019 war er Kommunalarchäologe der Schaumburger Landschaft in Bückeburg. Anschließend leitete er die Außenstelle Overath des LVR-Amtes für Bodendenkmalpflege im Rheinland und ist seit 2023 in Rønne Leiter der Archäologieabteilung des Bornholms Museum auf der dänischen Insel Bornholm.

## Werdegang

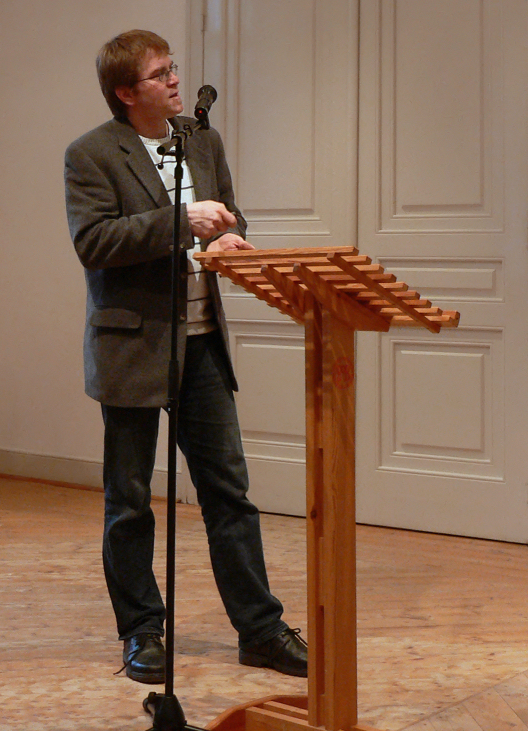
Bei einem Vortrag in Nienburg, 2013

Nach seiner Einschulung 1976 besuchte Jens Berthold in Wuppertal die Grundschule und bis 1981 das Gymnasium. Am Albert-Einstein-Gymnasium in Kaarst legte er 1989 das Abitur ab. Im selben Jahr nahm er das Studium der Ur- und Frühgeschichte, der Klassischen Archäologie und der Ägyptologie an der Universität Köln auf; 1993 kamen die Nebenfächer Skandinavistik und Ethnologie hinzu. Unterbrochen wurde seine Studienzeit 1990 und 1991 vom Zivildienst, den er beim Rheinischen Amt für Bodendenkmalpflege in der Braunkohlen-Außenstelle Hambach ableistete.
In den Jahren 1993 und 1994 hielt er sich zu einem Studienaufenthalt in Dänemark auf, wo er an der Universität Kopenhagen die Fächer prähistorische Archäologie, Eskimologie und nordische Philologie belegte.
1994 setzte Berthold sein Studium mit Vor- und Frühgeschichte an der Universität Bonn fort. Dort legte er 1997 eine Magisterarbeit zu ebenerdigen Pfostenbauten des Mittelalters aus den Siedlungsgrabungen im rheinischen Braunkohlenrevier vor und war anschließend bei einer Grabungsfirma am Kölner Heumarkt als Archäologe tätig. 1998 nahm er ein Promotionsstudium an der Universität Bonn auf. Außerdem war er in diesem Rahmen wissenschaftlicher Mitarbeiter bei einem Projekt zum Elsbachtal im Rheinbraungebiet bei Grevenbroich. Mit einer Dissertation zum Elsbachtal während des Mittelalters und der frühen Neuzeit wurde er 2003 promoviert. Von 2002 bis 2009 war Berthold als wissenschaftlicher Volontär und wissenschaftlicher Referent beim Archäologischen Park Xanten sowie in der Grabungsleitung der Untersuchungen am Kurt-Hackenberg-Platz bei der U-Bahn-Archäologie in Köln tätig.
Zu Bertholds Forschungsschwerpunkten zählen Kulturlandschafts- und Siedlungsarchäologie, Mühlenarchäologie sowie Handwerk.

### Kommunalarchäologie
Mitte 2009 wurde bei der Schaumburger Landschaft in Bückeburg eine neue Kommunalarchäologie für sechs Gebietskörperschaften in Niedersachsen gegründet. Sie ist für die Untere Denkmalschutzbehörde für die Bodendenkmalpflege in den Landkreisen Nienburg und Schaumburg sowie in den Städten Bückeburg, Hameln, Nienburg/Weser und Stadthagen tätig. Jens Berthold wurde als einziger fest angestellter Archäologe berufen, anfangs als 70-%-Stelle. Sein Arbeitsgebiet erstreckte sich entlang der Weser auf über 100 km Länge und bis zu 30 km Breite. Er betreut auf etwa 2000 km² rund 5300 archäologische Fundstellen. Unterstützt wurde er in dem Gebiet von fünf ehrenamtlich Beauftragten für Archäologie.
Schwerpunkte seiner kommunalarchäologischen Arbeit waren Untersuchungen an der Burg Wölpe, der Heisterburg, am Kloster Schinna, am Urnengräberfeld Hohnhorst, an der Burg Rehburg und am Burgstall Hus Aren. In die Projekte bezog er vielfach ehrenamtlich tätige Freiwillige aus der jeweiligen Region ein. Von 2012 bis 2019 organisierte Berthold für die ehrenamtlichen Archäologen und archäologisch Interessierte in seinem Zuständigkeitsbereich jährliche Treffen zum fachlichen Austausch.

## Mitgliedschaften
- Archäologische Kommission für Niedersachsen
- Deutsche Gesellschaft für Ur- und Frühgeschichte
- Deutsche Gesellschaft für Mühlenkunde und Mühlenerhaltung
- Deutsche Gesellschaft für Archäologie des Mittelalters und der Neuzeit
- Historische Arbeitsgemeinschaft für Schaumburg
- Grabung e. V. – Verein für Grabungstechnik, Archäologie, Bodendenkmalpflege und Nachbargebiete

## Schriften und Beiträge (Auswahl)
- Das Elsbachtal im Mittelalter und der frühen Neuzeit. Archäologie einer Kulturlandschaft. Bonn 2003, (Bonn, Rheinische Friedrich-Wilhelms-Universität, Dissertation, 2003; urn:nbn:de:hbz:5-02863; gedruckt: Das Elsbachtal im Mittelalter und in der frühen Neuzeit. Archäologie einer Kulturlandschaft (= Rheinische Ausgrabungen. 74). Mit Beiträgen von Guntram Gassmann, Arie J. Kalis, Hans-Peter Krull, Jutta Meurers-Balke, Joachim Schiermeyer, Ursula Tegtmeier und Ünsal Yalçin. von Zabern, Darmstadt 2016, ISBN 978-3-8053-5134-8).
- Eine hochmittelalterliche Wassermühle in Elfgen. Befunde, Funde, Rekonstruktion. Mit einem Beitrag von Jutta Meurers-Balke und Silke Schamuhn. In: Bonner Jahrbücher. 208, 2008, S. 173–236.
- Edle Steine, edler Befund – Eine hochmittelalterliche Bergkristallwerkstatt in Köln. In: Walter Melzer (Hrsg.): Archäologie und mittelalterliches Handwerk. Eine Standortbestimmung. Beiträge des 10. Kolloquiums des Arbeitskreises zur Archäologischen Erforschung des Mittelalterlichen Handwerks (= Soester Beiträge zur Archäologie. 9). Mocker & Jahn, Soest 2008, ISBN 978-3-87902-308-0, S. 267–283, (Online, pdf, 34,97 MB).
- Archäologie zwischen Hameln und Hoya. Die neue Kommunalarchäologie der Schaumburger Landschaft. In: Nachrichten aus Niedersachsens Urgeschichte. 80, 2011, S. 3–13. (Online)
- mit Stefan Brüdermann: Scherben, die kein Glück brachten. Ergebnisse der archäologischen Grabung in der Langen Straße 4 und 5, Viehmannsches und Kammansches Haus, in Bückeburg im Jahr 2012. Ausstellung im Museum Bückeburg 2013. Museum Bückeburg, Bückeburg 2013.
- mit Klaus Gerken: Archäologische Ausgrabungen in den „Führse-Gärten“. Ein Neubaugebiet mit (Vor)Geschichte. Die Untersuchungen im Jahre 2014 in Holtorf (= Schriften der Kommunalarchäologie Schaumburger Landschaft. 1, ZDB-ID 2858196-9). Kommunalarchäologie Schaumburger Landschaft, Bückeburg 2015.
- Ländlicher Hausbau des Mittelalters im Rheinland. Die ebenerdigen Pfostenbauten aus den Siedlungsgrabungen im Braunkohlenrevier (= Bonner Beiträge zur vor- und frühgeschichtlichen Archäologie. 17). Vor- und Frühgeschichtliche Archäologie – Rheinische Friedrich-Wilhelms-Universität Bonn, Bonn 2015, ISBN 978-3-936490-17-6.
- mit Erich Block, Kristina Nowak-Klimscha, Tobias Scholz und Frank Wedekind: Burg Wölpe. Die archäologischen Untersuchungen am Burghügel in Erichshagen-Wölpe zwischen 2011 und 2015 (= Schriften der Kommunalarchäologie Schaumburger Landschaft. 2). Kommunalarchäologie Schaumburger Landschaft, Bückeburg 2016.
- mit Margarete Sturm-Heumann und Freia Tröger: Pfosten, Kacheln, Silbermännchen. Die Ausgrabungen 2014 in der Klosterstraße 9 und Aktuelles zur Archäologie in Stadthagen (= Schriften der Kommunalarchäologie Schaumburger Landschaft. 4). Kommunalarchäologie Schaumburger Landschaft, Bückeburg 2016.
- Grundlagen der Archäomolinologie. Aspekte archäologischer Mühlenkunde. In: Mitteilungen der Deutschen Gesellschaft für Archäologie des Mittelalters und der Neuzeit. 29, 2016, ISSN 1619-1439, S. 113–124, (Online, pdf, 11,8 MB).
- Reborgh – Reheburgk – Rehburg. Archäologie und frühe Geschichte (= Schriften der Kommunalarchäologie Schaumburger Landschaft. 5). Kommunalarchäologie Schaumburger Landschaft, Bückeburg, 2018.